# Dicastère

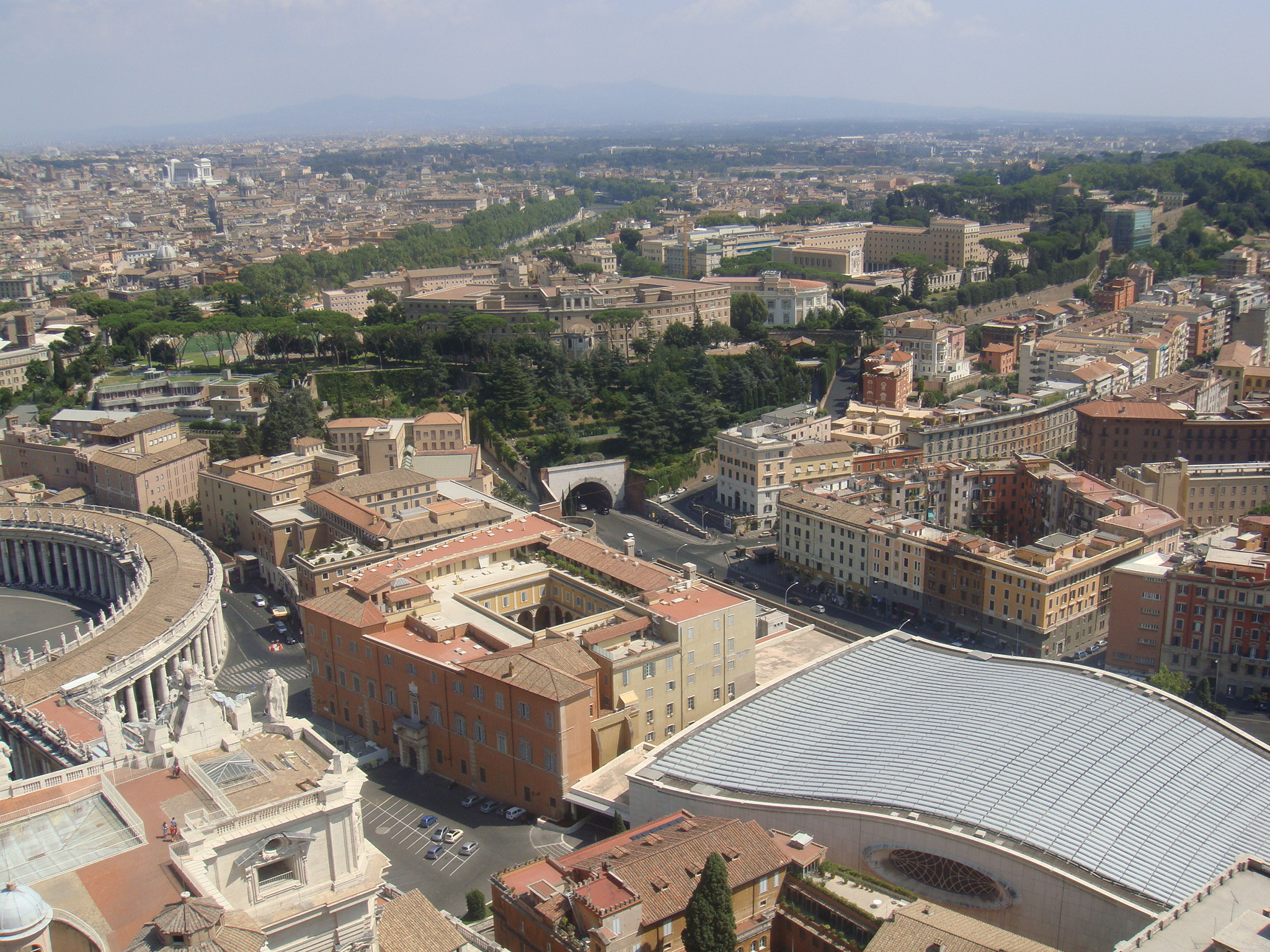
La cité du Vatican, où siègent les différents dicastères

Les dicastères (du grec dikastèrion signifiant « cour de justice ») sont les organismes constitutifs de la Curie romaine qui permettent au pape d'exercer son « pouvoir ordinaire, suprême, plénier, immédiat et universel » sur toute l'Église catholique romaine. Si l'on compare la Curie romaine à un gouvernement, alors les dicastères sont comparables à des ministères. 
Cependant, cette comparaison est limitée par le fait qu'un gouvernement est habituellement un organe collégial et solidaire responsable devant un parlement, ce qui n'est pas le cas de la Curie romaine, où chaque dicastère dépend absolument du pape et ne peut agir qu'en son nom et avec son accord.
D'après la constitution apostolique Praedicate evangelium du pape François, les dicastères sont les quinze institutions principales de la curie romaine. Les autres organes de la curie à savoir, la Secrétairerie d’État, les trois tribunaux du Saint-Siège, ainsi que les institutions économiques (comme l'APSA) n’en font pas partie,. 
Les dicastères sont juridiquement égaux entre eux, leurs chefs sont nommés par le pape pour cinq ans (hormis le cardinal secrétaire d'État,  nommé « ad nutum Summi Pontificis » (selon la volonté du Souverain Pontife). 
Le 6 janvier 2025, Simona Brambilla devient la première femme préfète d'un dicastère. Elle est chargée du dicastère pour les instituts de vie consacrée et les sociétés de vie apostolique.

## Liste des dicastères
Voici la liste complète des dicastères de la Curie romaine en vigueur jusqu'en janvier 2025. Cette structure est issue de la réforme introduite par la constitution apostolique Praedicate Evangelium, promulguée par le pape François et entrée en vigueur en juin 2022.
Le Dicastère pour la Communication, ne fait pas partie de la liste principale des dicastères "pastoraux". Il est néanmoins un organe de plein droit de la Curie. 
| Dicastère                                                                        | Mission |
| -------------------------------------------------------------------------------- | --- |
| Dicastère pour l’Évangélisation                                                  | Coordonne les efforts missionnaires de l'Église et promeut l'annonce de l'Évangile dans le monde entier.                                                         |
| Dicastère pour la Doctrine de la Foi                                             | Veille à la pureté de la doctrine catholique et traite les questions liées à la foi et à la morale.                                                              |
| Dicastère pour le Service de la Charité                                          | Exerce la charité du pape envers les pauvres, les nécessiteux et les victimes de catastrophes                                                                    |
| Dicastère pour les Églises Orientales                                            | S'occupe des affaires concernant les Églises catholiques orientales, en respectant leurs traditions propres                                                      |
| Dicastère pour le Culte Divin et la Discipline des Sacrements                    | Régule la liturgie et les sacrements dans l'Église latine |
| Dicastère pour les Causes des Saints                                             | Gère les processus de béatification et de canonisation. |
| Dicastère pour les Évêques                                                       | S'occupe de la nomination des évêques et de la création ou modification des diocèses, sauf pour les Églises orientales et les territoires de mission.            |
| Dicastère pour le Clergé                                                         | Gère les affaires concernant les prêtres et les diacres du clergé séculier, y compris leur formation et leur ministère.                                          |
| Dicastère pour les Instituts de Vie Consacrée et les Sociétés de Vie Apostolique | Supervise les instituts religieux et les sociétés de vie apostolique, en veillant à leur épanouissement et à leur fidélité au charisme fondateur.                |
| Dicastère pour les Laïcs, la Famille et la Vie                                   | S'occupe de la promotion de la vie et de la mission des fidèles laïcs, de la pastorale familiale et de la protection de la vie humaine.                          |
| Dicastère pour la Promotion de l’Unité des Chrétiens                             | Favorise le dialogue œcuménique et les relations avec les autres confessions chrétiennes.                                                                        |
| Dicastère pour le Dialogue Interreligieux                                        | Encourage le dialogue et les relations avec les autres religions non chrétiennes.                                                                                |
| Dicastère pour les Textes Législatifs                                            | Interprète les lois de l'Église et assiste dans la rédaction de textes législatifs.                                                                              |
| Dicastère pour le Service du Développement Humain Intégral                       | Exprime la sollicitude de l'Église dans les domaines de la justice, de la paix, de la sauvegarde de la création, de la santé et des œuvres de charité.           |
| Dicastère pour la Culture et l’Éducation                                         | Favorise le développement de la culture et de l'éducation catholique, en soutenant les institutions éducatives et en promouvant le dialogue entre foi et culture |